# Washed Out
Ernest Greene, även känd under artistnamnet Washed Out, född 3 oktober 1982 i Perry i Georgia, är en amerikansk musiker. Tidigare så skapade han instrumental hiphop, men hans nuvarande sound är förknippat med genren chillwave. Han släppte två EP-singlar i september 2010 och släppte sommaren 2011 sitt debutalbum, Within and Without.
Låten "Feel It All Around" är vinjett till TV-serien Portlandia.

## Diskografi
- 2009 – Life of Leisure (EP)
- 2009 – High Times (EP)
- 2011 – Within and Without
- 2013 – Paracosm